# Agnel de Naples
Pour les articles homonymes, voir Agnel.
Agnel de Naples ou Aniel l'Abbé (en italien : Agnello di Napoli, Aniello Abate), né à Naples en 535 et mort dans la même ville le 14 décembre 596, est un moine basilien puis augustinien. Il est vénéré comme saint par l'Église catholique romaine et fêté le 14 décembre, date de sa mort.

## Biographie
La première mention majeure concernant Agnel se trouve dans le Libellus miraculorum, une hagiographie du Xe siècle de Pierre le sous-diacre,.
Agnel est né en 535 à Naples dans une riche famille d'origine syracusienne, peut-être liée à sainte Lucie. Son père se prénomme Federico et sa mère Giovanna. Il passe sa jeunesse comme ermite dans une grotte près d'une chapelle dédiée à la Vierge Marie, puis dans l'église de Santa Maria Intercede, devenue plus tard Sant'Agnello Maggiore. Il reçoit à la mort de ses parents un riche héritage qu'il utilise à des œuvres de charité, dont la fondation d'un hôpital pour les nécessiteux.
Devenu populaire à Naples, il est conjuré par les habitants de sauver la ville lors de l'invasion lombarde de 581, et apparaît portant une bannière ornée de la croix pour défendre la cité. Pour échapper aux affres de la popularité, il quitte Naples et s'installe à Monte Sant'Angelo puis au village de Guarcino, où il demeure sept ans et où un sanctuaire lui est consacré. Il revient à Naples pour devenir moine augustin, puis prêtre au monastère de Gaudiose l'Africain, où il est finalement élu abbé et où il meurt à l'âge de 61 ans.